# 라우터

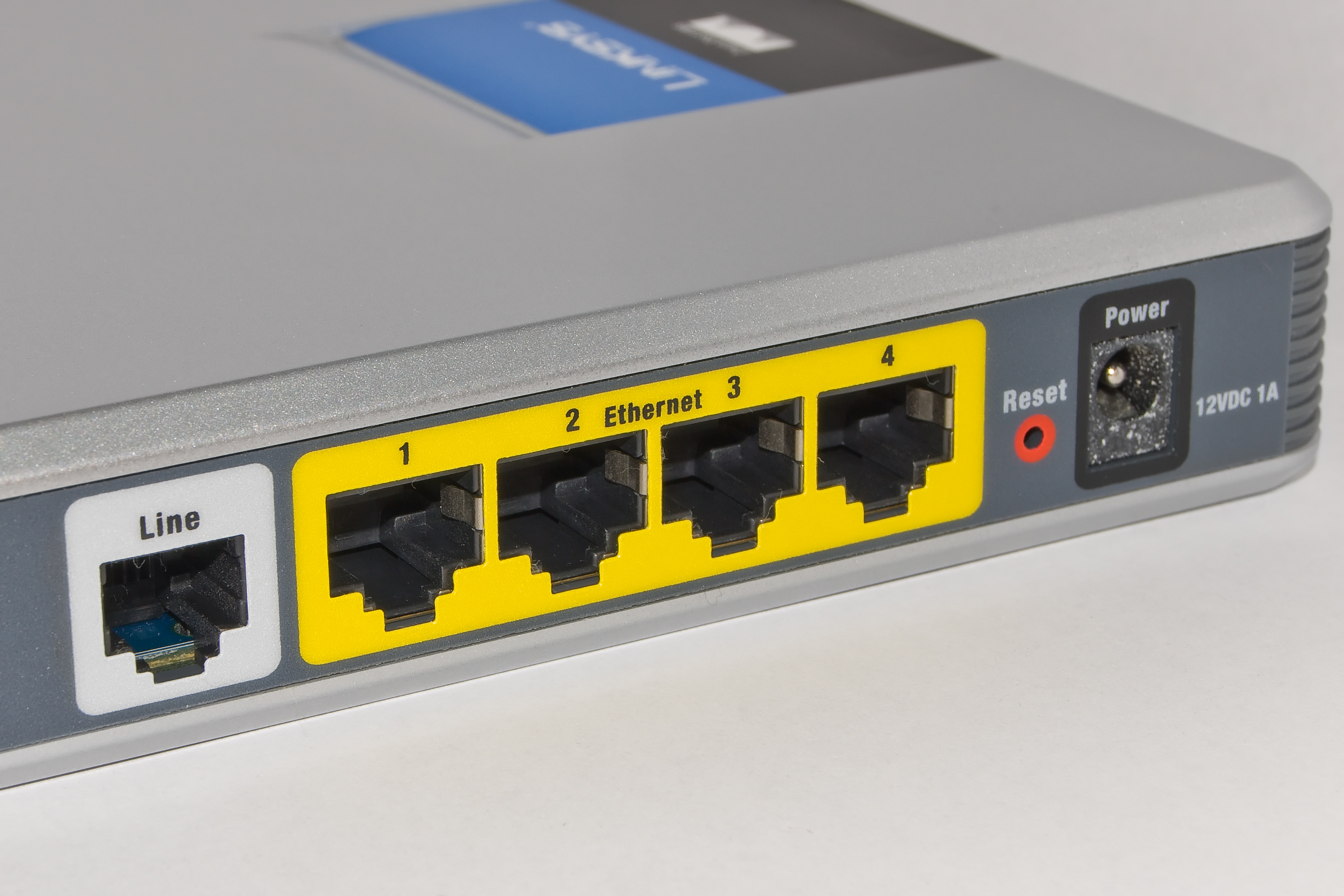
일반적인 가정용/소형 오피스용 라우터의 모습. ADSL 전화선 및 이더넷 네트워크 케이블 연결부가 보인다.

라우터(router 혹은 라우팅 기능을 갖는 공유기)는 컴퓨터 네트워크 간에 데이터 패킷을 전송하는 네트워크 장치다. 패킷의 위치를 추출하여, 그 위치에 대한 최적의 경로를 지정하며, 이 경로를 따라 데이터 패킷을 다음 장치로 전달한다. 이때 최적의 경로는 일반적으로는 가장 빠르게 통신이 가능한 경로이므로, 일반적으로는 최단 거리일 수 있지만, 돌아가는 경우라도 고속의 전송로를 통하여 전달이 될 수도 있다. 간단히 말해, 서로 다른 네트워크 간에 최적의 경로를 찾아내는 알고리즘을 활용해 중계 역할을 해주는 장치이자 게이트웨이의 역할을 수행하는 컴퓨터라고 할 수 았다.

## 기능
라우터는 2개 이상의 논리적 하위망을 연결하는데, 라우터의 물리적 인터페이스와 일치하지는 않는다. 레이어 3 스위칭이 종종 라우팅이라는 용어와 혼용되는데, 스위칭은 엄격한 기술적인 정의가 아닌 일반 용어이다. 마케팅 용어로 스위치는 이더넷 랜 인터페이스에 최적화되어 있으며 다른 물리적 인터페이스를 지원하지 않는다. 이에 비해, 네트워크 허브(스위치나 스위칭 허브 이전 모델)는 한 개의 네트워크 선로상에서 받아들이는 모든 패킷이 다른 모든 네트워크 선로들로 전달되게 하는 대신, 어떠한 라우팅도 수행하지 않는다.
라우터는 두 개의 다른 평면에서 동작한다.
- 제어 평면 : 라우터가 특정한 패킷을 특정한 위치로 전달(forwarding)하기에 가장 적합한 "외부로 나가는" 인터페이스를 찾아낸다.
- 포워드 평면: "외부로 나가는" 논리 인터페이스로 향하는 논리 인터페이스 위에서 네트워크 상에서 수신된 패킷을 보내는 실제 과정을 담당한다.

## 역사

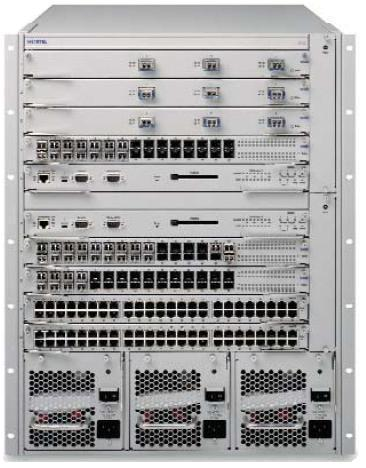
Avaya ERS 8600 (2010년)

오늘날 라우터와 근본적으로 동일한 기능을 하는 최초의 장치는 인터페이스 메시지 프로세서(IMP)였다. IMP는 최초의 TCP/IP 네트워크인 ARPANET을 구성하였던 장치였다. 라우터의 개념(당시 게이트웨이로 불렸음)은 처음에 INWG(International Network Working Group)라는 컴퓨터 네트워킹 연구자 국제 그룹을 통해 탄생하였다.

## 라우터의 종류
네트워크에서 쓰이는 위치나 규모에 따라 라우터의 종류가 달라질 수 있다. 다만 라우터의 기본적인 기능은 모두 같다. 이 글에는 네트워크 규모에 따라서 사용되는 라우터를 나열하였다. 라우터의 기능에 있어서 차이점은 처리할 수 있는 패킷 및 트래픽의 숫자에 따라서 다음과 같이 구분이 된다.
- 코어 라우터: 인터넷 서비스 제공자(ISP)의 랜이나 여러 개의 ISP 네트워크를 서로 연결한다.
- 센터 라우터: WAN 회선을 거쳐 회사의 본점과 회사의 지점을 서로 연결한다. 또, 인터넷 서비스 제공자와 기업의 네트워크와 연결할 때에도 쓰인다.
- 엣지 라우터: 지점, 영업소의 네트워크를 WAN 회선에 연결하여 회사의 본점의 라우터에 접근한다.
- 원격 라우터: 랜과 WANG을 중계한다. WAN 라우터라고도 부른다.
- 브로드밴드 라우터: 가정이나 작은 규모의 기업에서 브로드밴드급의 인터넷에 접속할 때 쓰인다.
- 핫스팟 라우터 : 휴대용 핫스팟에서 인터넷에 접속할 때 쓰인다.
- ISP 라우터 : 인터넷을 제공하는 제공자에 의해 접속할 때 쓰이는 라우터이다.

## 같이 보기
- 어바이어
- 코어 라우터
- DSL 라우터
- 무선 라우터
- 액세스 포인트
- 허브
- 네트워크 브리지
- 네트워크 스위치
- 와이파이
- 공유기